# Domezain-Berraute
Domezain-Berraute – miejscowość i gmina we Francji, w regionie Nowa Akwitania, w departamencie Pireneje Atlantyckie.
Według danych na rok 1990 gminę zamieszkiwały 452 osoby, a gęstość zaludnienia wynosiła 21 osób/km² (wśród 2290 gmin Akwitanii Domezain-Berraute plasuje się na 749. miejscu pod względem liczby ludności, natomiast pod względem powierzchni na miejscu 478.).